# Марина ди Сан Лоренцо
Марина ди Сан Лоренцо је насеље у Италији у округу Ређо ди Калабрија, региону Калабрија.
Према процени из 2011. у насељу је живело 558 становника. Насеље се налази на надморској висини од 13 м.